# أليس نان
أليس نان (بالإنجليزية: Alice Nunn)‏ هي ممثلة أمريكية، ولدت في 27 أكتوبر 1927 في جاكسونفيل في الولايات المتحدة، وتوفيت في 1 يوليو 1988 في ويست هوليوود في الولايات المتحدة بسبب نوبة قلبية.

## وصلات خارجية
- أليس نان على موقع IMDb (الإنجليزية)
- أليس نان على موقع تيرنر كلاسيك موفيز (الإنجليزية)
- أليس نان على موقع أول موفي (الإنجليزية)
- أليس نان على موقع قاعدة بيانات الفيلم (الإنجليزية)